# Pariliacantha
Pariliacantha is een geslacht van kreeftachtigen uit de klasse van de Malacostraca (Hogere kreeftachtigen).

## Soort
- Pariliacantha georgeorum Ahyong, 2012